# Hans Christian Drewsen
Hans Christian Drewsen (født 18. marts 1823 på Borupgård ved Helsingør, død 4. februar 1874) var en dansk galvanoplastiker.
Faderen var kgl. skovfoged Carl Georg Drewsen (en yngre halvbror til kammerråd Johan Christian Drewsen), moderen Hanne, født Wismer. 1842 blev han polyteknisk eksaminand, og 1845 tog han partiel polyteknisk eksamen i fysik og kemi, hvorefter han i København oprettede et etablissement for affinering og galvanoplastik, der fra 1. januar 1849 rekonstrueredes som et udelukkende galvanoplastisk anlæg. J.B. Dalhoff viste ham vej i galvanoplastikkens anvendelse, men H.C. Drewsen var den første, der her dannede en praktisk virksomhed på denne opfindelse. Han var 1857 medstifter af firmaet Drewsen & Wismers Galvaniseringsetablissement, som han senere helt overlod svogeren Christian Wismer.
24. november 1854 ægtede han Charlotte Christiane Holtmann (født 22. februar 1830), der overlevede ham; hun var datter af blikkenslager Henrik Holtmann og Adolfine Ernestine, født Rasmussen.